# Isle-aux-Grues
La Isle-aux-Grues (en francés literalmente "Isla de las Grullas") es una isla situada en el río San Lorenzo, que mide aproximadamente 7 kilómetros de largo por 2 kilómetros de ancho. Es la única isla habitada entre los veintiuno que componen el archipiélago de Isle-aux-Grues.
La isla cuenta con una pista de aterrizaje, que es el único acceso a al lugar durante el invierno. Isle-aux-Grues también es servida por un ferry durante el verano.
Los niños de Isle-aux-Grues tienen que asistir a la escuela en Montmagny, viajando en avión cada día.